# 布爾薩地鐵

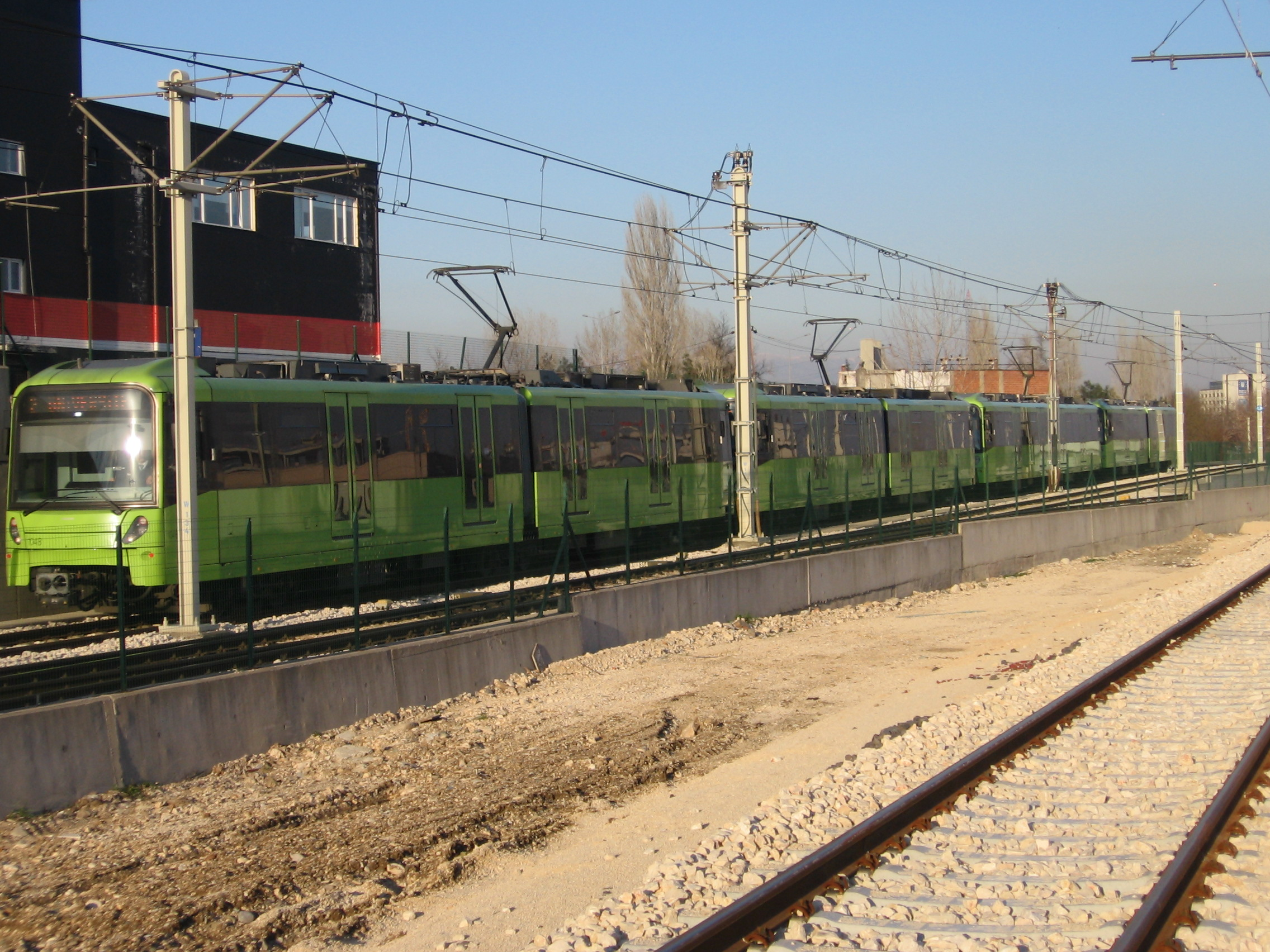
布爾薩地鐵

布爾薩地鐵路線圖

布爾薩地鐵（土耳其語：Bursaray）是土耳其第四大城市布爾薩的城市軌道交通系統，於2002年開始營運。目前用有2條路線與38座車站，其中7座為地下車站。

## 外部連結
- 官方網站 （页面存档备份，存于） （土耳其文）